# Arrêté royal (Pays-Bas)
Pour les autres articles nationaux ou selon les autres juridictions, voir arrêté.
Ne doit pas être confondu avec Arrêté royal (Belgique).
Aux Pays-Bas, un arrêté royal est un décret du gouvernement. Bien que ce soit le souverain qui signe en premier l'arrêté, il n'en est pas responsable politiquement. Pour cette raison, l'arrêté royal doit être contre-signé par le(s) ministre(s) et secrétaire(s) d'État concernés.

## Différence entre loi et arrêté royal

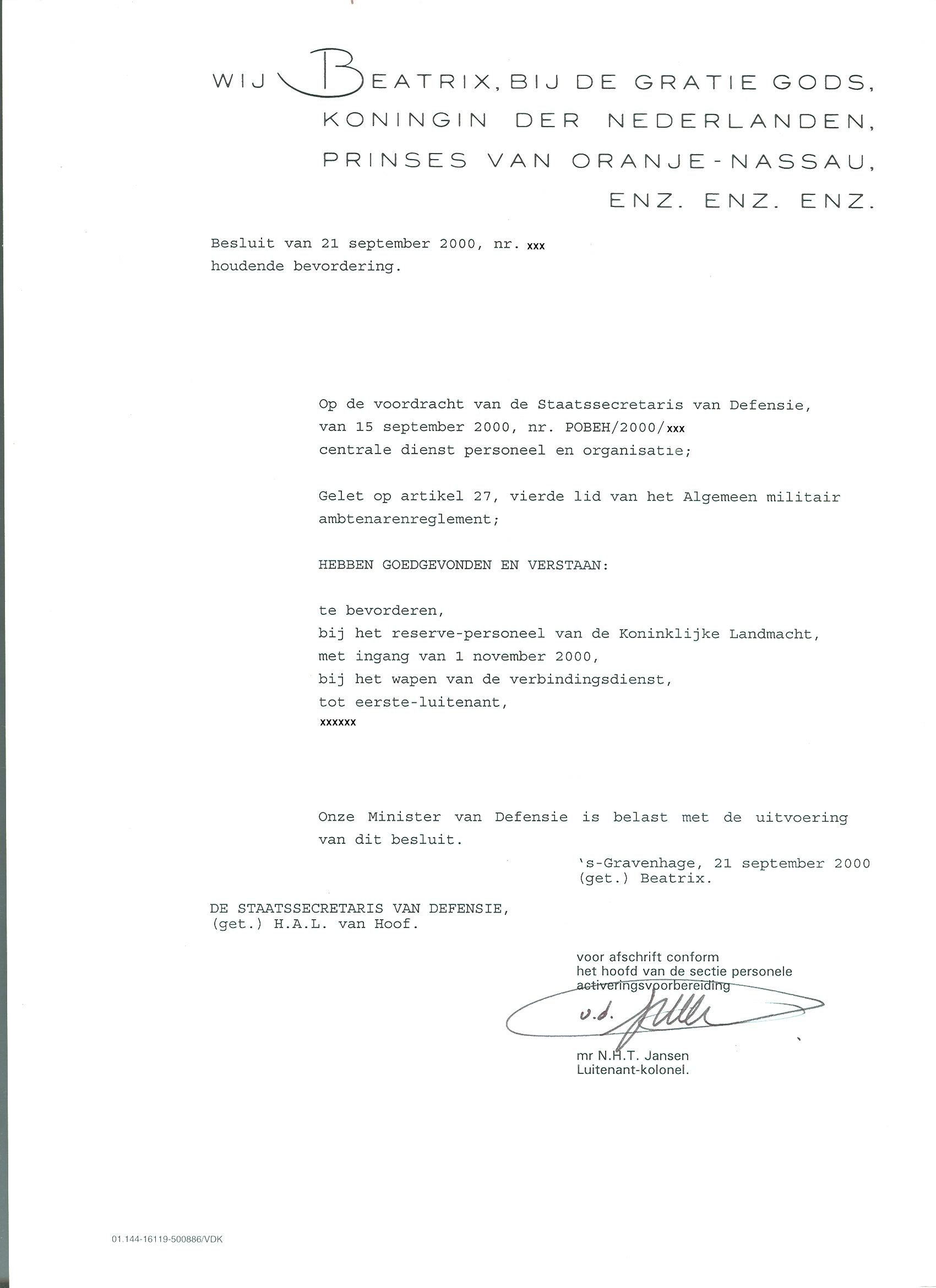
Photo d'un court arrêté royal

Les différences entre une loi formelle et un arrêté royal sont : 
- Une loi doit être également adoptée par le Parlement. L'exécution des lois est dévolu aux Pays-Bas par l'article 81 de la constitution collectivement au gouvernement et aux État-Généraux.
- Un arrêté royal peut être publié par le Gouvernement sans participation directe du Parlement.
- Un arrêté royal peut être confronté à la Constitution par un juge, alors qu'une loi pas.

## Responsabilité ministérielle
En lien avec la responsabilité politique des ministres, l'article 47 de la Constitution :  

« Alle wetten en koninklijke besluiten worden door de Koning en door een of meer ministers of staatssecretarissen ondertekend. »

« Toutes les lois et arrêtés royaux sont signés par le roi et par un ou plusieurs ministres ou secrétaires d'État »

## Types d'arrêtés royaux
Il existe 3 sortes d'arrêtés royaux :
1. Algemene Maatregel van Bestuur (du néerlandais, littéralement : « mesure générale de gouvernance »). Un tel arrêté peut être pris après discussion en Conseil des ministres et consultation du Conseil d'État. Il est signé par le souverain et le ministre concerné. Quand le gouvernement prend un tel arrêté, il entre en vigueur après publication au Journal officiel du Royaume. Ce type d'arrêté incluant un règlement de portée générale est une loi au sens matériel.
2. Le « petit arrêté royal » qui a plus le caractère d'une décision et qui est par exemple la nomination d'un bourgmestre ou l'octroi d'une distinction royale. Le Conseil d'État n'est pas consulté. Le Conseil des ministres peut dans certains cas être impliqué et dans d'autres uniquement le ministre concerné l'est.
3. L'arrêté royal pour la Maison royale qui n'est pas public et est pris par le souverain uniquement pour les nominations à la cour. Le souverain peut également prendre des arrêtés concernant sa vie privée comme la décoration de la cour[1], l'octroi d'une récompense (attribution d'un ordre de la Maison royale) ou des règles sur le prédicat de « royal » et de « fournisseur de la cour ». Dans ce cas, l'on parle également de Koninklijke Beschikking (du néerlandais, littéralement : Décision royale).

Les « mesures générales de gouvernance » et autres arrêtés royaux contenant des règles contraignantes sont publiées au Journal officiel.

## Historique
L'ancêtre de l'arrêté royal dans la Principauté souveraine des Pays-Bas Unis était dans son ancienne dénomination un « arrêté souverain ». Ils sont restés valables lorsque les Pays-Bas sont devenus un royaume. Quelques-uns sont encore d'application aujourd'hui.

## Anecdote
L'arrêté royal le plus court qui fut publié date du 19 février 1937 (nr. 93). Alors que le NSB était en pleine expansion, il proposa de modifier le drapeau néerlandais en remplaçant la rouge par de l'orange. La Reine Wilhelmine et son ministre Hendrikus Colijn réagirent en publiant un arrêté royal : « De kleuren van de vlag van het Koninkrijk der Nederlanden zijn rood, wit en blauw. » (du néerlandais, litt. : Les couleurs du drapeau du Royaume des Pays-Bas sont rouge, blanche et bleu). La reine le signa dans son lieu de vacances de Zell am See en Autriche.